# Carla Daniel
Carla Teixeira Daniel (Rio de Janeiro, 15 de agosto de 1965) é uma atriz, cantora e compositora brasileira, filha do diretor e ator Daniel Filho e da atriz Dorinha Duval, neta dos atores Juan Daniel e Mary Daniel.

## Biografia
Carla Teixeira Daniel nasceu em 15 de agosto de 1965, na cidade do Rio de Janeiro. É atriz e cantora. Atua em cinema e em televisão e grava discos.
Possui uma vasta carreira na televisão, iniciou seus trabalhos em 1984, na Rede Globo, fazendo a novela Partido Alto. Em 1985, foi escalada para a novela das 18 horas De Quina Pra Lua. No fim dos anos 1980 foi acumulando diversos papéis em novelas, todas produzidas pela Rede Globo, são elas: Roda de Fogo, em 1986; Bambolê, em 1987; E, Que Rei Sou Eu?, em 1989.
No início dos anos 1990, integrou o elenco da telenovela de sucesso Barriga de Aluguel de Glória Perez, onde interpretou a jogadora de vôlei Cissa, fazendo par romântico com o ator Paulo César Grande. Dois anos mais tarde, em 1992, repetiu parceria com Glória Perez atuando na novela de horário nobre De Corpo e Alma. Em 1994 fez a minissérie Incidente em Antares. Em 1998, participou do belo seriado Mulher.
Em 2000, após oito anos reclusa das telenovelas, inicia uma parceria com autor Walcyr Carrasco em O Cravo e a Rosa. Em seguida, participou de mais duas produções do autor: Chocolate com Pimenta (2003) e Alma Gêmea (2005). Em 2006, esteve no elenco de Pé na Jaca.
Paralelamente com sua carreira como atriz na televisão, Carla Daniel compôs e gravou muitas trilhas sonoras para novelas da Globo. Gravou: "Eu sei que vou te amar" (Bambolê), "Bougainvilles" (Direito de Amar), "Rendez Vous" (Bebê a Bordo), "Cigana" (Que Rei Sou Eu?), "Senhora Liberdade" (Mulher) e outros.
No cinema, participou de variadas produções: em 1987, atuou no filme Os Fantasmas Trapalhões. Em 2001, fez A Partilha. Em 2006, Se Eu Fosse Você. Ainda em 2006, Mulheres do Brasil e Muito Gelo e Dois Dedos D’Água. Em 2010, Chico Xavier.

## Vida pessoal
A atriz é filha do ator, diretor, apresentador Daniel Filho e da atriz Dorinha Duval, que interpretou a primeira Cuca do Sítio do Picapau Amarelo.
Carla Daniel foi casada com o diretor Edgard Miranda com quem tem uma filha, Lys Daniel Miranda.

## Filmografia

### Televisão
| Ano     | Título                     | Personagem                        | Notas                              |
| ------- | -------------------------- | --------------------------------- | ---------------------------------- |
| 1984    | Partido Alto               | Malu                              |                                    |
| 1985    | De Quina pra Lua           | Eleonora                          |                                    |
| 1986    | Roda de Fogo               | Marlene Santamarina               |                                    |
| 1987    | Bambolê                    | Mara                              |                                    |
| 1988    | Grupo Escolacho            | Várias personagens                | Especial de fim de ano             |
| 1989    | Que Rei Sou Eu?            | Cozette                           |                                    |
| 1990    | Barriga de Aluguel         | Cissa                             |                                    |
| 1992    | De Corpo e Alma            | Sheila Maria Freitas              |                                    |
| 1994    | Incidente em Antares       | Lavinha Campolargo                |                                    |
| 1996    | Você Decide                | Marta                             | Episódio: "No Silêncio da Noite"   |
| 1996    | Você Decide                | Episódio: "Não Se Esqueça de Mim" |                                    |
| 1996    | Chico Total                | Várias personagens                |                                    |
| 1998–99 | Mulher                     | Drª. Shirley Castelo              |                                    |
| 2000    | O Cravo e a Rosa           | Lourdes de Castro                 |                                    |
| 2003    | Chocolate com Pimenta      | Dália da Silva / Carlota          |                                    |
| 2005    | Alma Gêmea                 | Zulmira dos Santos                |                                    |
| 2007    | Pé na Jaca                 | Tiana                             | Episódios: "12–13 de junho"        |
| 2008    | Guerra e Paz               | Leonora                           | Episódio: "Muques e Decotes"       |
| 2009    | Os Caras de Pau            | Aeromoça                          | Episódio: "As Férias"              |
| 2010    | As Cariocas                | Esperança                         | Episódio: "A Desinibida do Grajaú" |
| 2011    | Aquele Beijo               | Evelise                           |                                    |
| 2012    | As Brasileiras             | Jupiara                           | Episódio: "A Indomável do Ceará"   |
| 2012    | As Brasileiras             | Clotilde                          | Episódio: "O Anjo de Alagoas"      |
| 2014    | Trair e Coçar É só Começar | Maria Clara                       | Episódio: "A Separação"            |
| 2015    | Verdades Secretas          | Madame Sarjan                     | Participação                       |
| 2018    | Brasil a Bordo             | Passageira                        | Episódio: "25 de janeiro"          |

### Cinema
| Ano  | Título                         | Personagem                   |
| ---- | ------------------------------ | ---------------------------- |
| 1987 | Os Fantasmas Trapalhões        | Ruth                         |
| 2001 | A Partilha                     | Mãe                          |
| 2006 | Se Eu Fosse Você               | Regina                       |
| 2006 | Mulheres do Brasil             | Martileide                   |
| 2006 | Muito Gelo e Dois Dedos D'Água | Cleuza                       |
| 2010 | Chico Xavier                   | Carmosina                    |
| 2016 | É Fada                         | Dona Hermínia                |
| 2017 | Duas de Mim                    | Suzy                         |
| 2019 | Sai de Baixo - O Filme         | Inspetora da Polícia Federal |
| 2021 | Amarração do Amor              | Nair                         |

## Discografia
Gravou músicas para trilhas sonoras de novelas e seriados da Rede Globo
| Título                   | Ano  | Melhores posições | Álbum                         |
| Título                   | Ano  | BRA               | Álbum                         |
| ------------------------ | ---- | ----------------- | ----------------------------- |
| "Senhora Liberdade"      | 1979 |                   | Não adicionado a nenhum álbum |
| "Eu Sei que Vou Te Amar" | 1986 |                   | Bambolê vol. 1                |
| "Bougainvilles"          | 1987 |                   | Direito de Amar - Nacional    |
| "Rendez Vous"            | 1988 |                   | Bebê a Bordo - Nacional       |
| "Cigana"                 | 1989 |                   | Que Rei Sou Eu? - Nacional    |

## Prêmios e indicações
| Ano  | Premiação              | Categoria          | Nomeação         | Notas  | Ref.  |
| ---- | ---------------------- | ------------------ | ---------------- | ------ | ----- |
| 2012 | Troféu Top Of Business | Homenagem especial | Conjunto da Obra | Venceu | [ 2 ] |